# União Desportiva Vilafranquense
Maillots
L'União Desportiva Vilafranquense était un club de football portugais basé à Vila Franca de Xira.

## Histoire
Né le 12 avril 1957 de la fusion des quatre communautés existantes de Vila Franca de Xira à ce jour: Operário, Águia, Hockey et Gymnasium. Ces quatre groupes se sont réunis, formant l'União Desportiva Vilafranquense, avec l'objectif de créer le club le plus grand et le plus important du comté et de la région.
Le premier président était Vidal Baptista et le vice-président Filberto Barquinha.
Bien que le roller hockey ait eu une certaine notoriété et galvanisé les Vilafranquenses dans les premières années après la fusion, c'est toujours au sein de l'équipe de football que plus d'espoirs et de budgets ont été placés. Cependant, de grands succès n'ont jamais été atteints, étant le passage à travers la 2ème division B, au début du XXIe siècle, le plus haut niveau atteint, aux côtés de l'un ou l'autre éclat de la Coupe du Portugal.
Dans les sports pratiqués dans le domaine Cevadeiro et dans le jardin Constantino Palha, dans le pavillon José Mário Cerejo, le club compte environ 500 athlètes, ce qui représente un signe clair de vitalité.
Actuellement, le football à Vila Franca de Xira connaît une nouvelle dynamique et organisation, à la fois sportive et financière, car le projet UDV, Futebol SAD, créé en 2013, vise une grande préoccupation pour le football de formation. Ce pari a commencé, plus rapidement que prévu, à porter ses fruits, comme le montrent les résultats sportifs obtenus en 2019, par l'équipe senior à travers la montée historique en deuxième division et l'équipe junior des moins de 19 ans pour gagner à leur propre mérite. l'accès au championnat national de première division.
Vilafranquense est, en ce moment, un club en croissance soutenue et, peu à peu, il gagne en respect et en projection nationale.

## Palmarès
- III Divisão Nacional (D4) (1)
  - Champion : 1997-1998

## Personnalités du club

### Entraîneurs
- 2002-2004 :  Rui Vitória

### Joueurs
- Charles Monteiro